# Henri Dès
Henri Dès (születési neve Henri Destraz) (Renens, Vaud kanton, 1940. december 14. –) svájci énekes. Ő képviselte hazáját az 1970-es Eurovíziós Dalfesztiválon a Retours című dalával. Elsősorban gyermekdalairól ismert.

## Életpályája
Műszaki rajzot kezdett tanulni, és mellette önállóan tanult gitározni. Elvis Presley-ért és Georges Brassens–ért rajongott. 1962-ben részt vett a Radio Suisse Romande Coup d’essai adásában. Karrierje szerényen indult Párizsban Henri Dès néven. Kávéházak teraszán és kis színházakban lépett fel. 1970-ben hazáját képviselte az Eurovíziós Dalfesztiválon Amszterdamban. Első lemezei felnőtteknek szóltak. Lemezkiadót alapított, és 1977-ben jelent meg gyermekeknek szóló első albuma. Ettől kezdve csak az ifjúságnak írta dalait, musicaljeit. 1985-ben jelent meg az első aranylemeze. 2014-ben saját rádióállomást indított.